# Taboo (televisieserie)
Taboo is een Britse historische dramaserie van Steven Knight, Tom Hardy en zijn vader Chips Hardy. De serie speelt zich af in 1814 en gaat over de excentrieke James Delaney (Tom Hardy), die na een periode van twaalf jaar weer terugkeert naar Engeland vanwege de dood van zijn vader. De hoofdrollen worden gespeeld door Tom Hardy, Oona Chaplin, Jonathan Pryce, David Hayman en Jessie Buckley.

## Rolverdeling

#### Hoofdrollen
- Tom Hardy als James Keziah Delaney
- Oona Chaplin als Zilpha Geary
- Jonathan Pryce als Sir Stuart Strange
- David Hayman als Brace
- Jessie Buckley als Lorna Bow

#### Bijrollen
- Richard Dixon als Pettifer
- Leo Bill als Wilton
- Edward Hogg als Godfrey
- Stephen Graham als Atticus
- Franka Potente als Helga
- Michael Kelly als Dumbarton
- Jefferson Hall als Thorne Geary
- Jason Watkins als Solomon Coop
- Tom Hollander als Cholmondeley
- Nicholas Woodeson als Robert Thoyt
- Mark Gatiss als Prince Regent
- Lucian Msamati als George Chichester